# Ряхово
Ря́хово (болг. Ряхово) — село в Русенській області Болгарії. Входить до складу общини Сливо-Поле.

## Населення
За даними перепису населення 2011 року у селі проживали 1637 осіб.
Національний склад населення села:
| Національність   | Кількість осіб | Відсоток |
| ---------------- | -------------- | -------- |
| болгари          | 1605           | 99,5%    |
| інша             | 4              | 0,2%     |
| Всього відповіли | 1613           |          |

Розподіл населення за віком у 2011 році:
Динаміка населення: